# Glastandkarp
Glastandkarp (Quintana atrizona) är en fiskart som beskrevs av Hubbs, 1934. Glastandkarp ingår i släktet Quintana och familjen Poeciliidae. Inga underarter finns listade i Catalogue of Life.